# Engin Altan Düzyatan
Engin Altan Düzyatan ([æɲˈɟin aɫˈtan dyzjaˈtan] * 26. julio de 1979 en Karşıyaka, Izmir) es un actor de cine y televisión turcas. Ganó notoriedad por su papel de Ertuğrul en la serie Diriliş: Ertuğrul.

## Biografía
Engin Düzyatan nació el 26 de julio de 1979 en Karşıyaka. Comenzó a actuar mientras estaba en la escuela. Asistió a la Universidad Dokuz Eylül para estudiar teatro. Terminó su carrera y se mudó a Estambul, donde comenzó su carrera como actor profesional.

## Carrera profesional
En 2014 apareció en la serie Cinayet con Nurgül Yeşilçay, Uğur Polat, Şükran Ovalı, Ahmet Mümtaz Taylan y Goncagül Sunar.  De 2014 a 2019, protagonizó la serie de televisión Diriliş: Ertuğrul en el papel principal homónimo en TRT 1. También aparece en The Muslim 500 Publication en 2020 como uno de los musulmanes más influyentes.

## Vida privada
El 1 de agosto de 2014 se casó con la nieta del futbolista Selim Soydan y Hülya Koçyiğit, Neslişah Alkoçlar. La pareja tiene un hijo, Emir Aras (nacido en 2016) y una hija, Alara (nacida en 2018).

## Filmografía
- 2001: Ruhsar (serie)
- 2001: Bizim Otel (serie)
- 2001: Yeditepe Estambul (Serie)
- 2002-2004: Koçum Benim (serie)
- 2003: Hurrem Sultan (serie)
- 2003: Mühürlü Güller (serie)
- 2005: Belalı Baldız (Serie)
- 2005: Beyza'nın Kadınları (Película)
- 2005: Kadın Her Zaman Haklıdır (Serie)
- 2006: Sila (serie)
- 2006: Anna Karenina (teatro)
- 2007: Sevgili Dünürüm (Serie)
- 2008: Cesaretin Var Mı Aşka? (Serie)
- 2009: Bir Bulut Olsam (serie)
- 2010: Cinco minaretes en Nueva York (Película)
- 2011: Anadolu Kartalları (Película)
- 2012: Hijo (serie)
- 2013: Comedia romántica 2 (Película)
- 2013: Bu İşte Bir Yalnızlık Var (Película)
- desde 2014: Diriliş: Ertuğrul (serie)
- 2016: Ve Panayır Koyden Gider (Película)
- 2017: Bilal: Özgürlüğün Sesi (Película)
- 2018-2019: 3'te 3 Tarih (serie)
- 2019: Kursun (serie)